# The Crow: Wicked Prayer
The Crow: Wicked Prayer es una película estadounidense de 2005 dirigida por Lance Mungia e inspirada por la novela de Norman Partridge del mismo nombre. Es la cuarta y última película basada en el libro de cómics The Crow, de James O'Barr, con guion del propio Lance Mungia, en colaboración con Jeff Most y Sean Hood.
Tuvo un estreno de cine de tan sólo una semana, el 3 de junio de 2005, en el teatro AMC Pacific Place en Seattle (Washington), antes de ser lanzada directamente para vídeo el 19 de julio de 2005, por Dimension Films. Como las otras secuelas de la película de culto, The Crow, tuvo una recepción pobre.

## Argumento
James "Jimmy" Cuervo, en libertad condicional tras cumplir una pena de prisión por matar a un violador en una pelea, vive con su perro en una casa móvil en Lake Ravasu, en la reserva Raven Aztec. Jimmy planea comenzar una nueva vida con su novia, Lily, y abandonar permanentemente la ciudad, pero su padre, el pastor Harold, y su hermano, el policía local Tanner, desprecian a Jimmy.
En la ciudad vive una banda de motociclistas satánicos liderada por el convicto fugitivo Luc "Death" Crash y su prometida Lola Byrne. Junto con sus tres cómplices "Pestilence", "Famine" y "War", Luc y Lola asesinan a la pareja en un ritual brutal que esperan reavive al Anticristo, que incluye quitarle los ojos a Lily (otorgándole poderes precognitivos a Lola) y el corazón de Jimmy. Tras ello, arrojan los cuerpos dentro de un viejo congelador.
Luego aparece el Cuervo y revive a Jimmy, quien descubre su nueva invencibilidad después de intentar pegarse un tiro. A continuación, toma el cuerpo de Lily y lo deja en su cama para que puedan encontrarlo. Tanner y Harold encuentran el cuerpo y suponen que Jimmy mató a Lily.
En la noche de una festividad local, Jimmy se pone un traje gótico y el maquillaje que usó en la celebración el año anterior. Encuentra y mata a Pestilence en un bar. Luego toma el carro fúnebre que transporta el cuerpo de Lily y la entierra cerca del árbol donde había tallado un símbolo de amor para ambos. Jimmy va a un casino y mata a Famine delante de Luc. Durante una pelea que tuvo lugar entre Jimmy y Luc, el Cuervo, la fuente de energía de Jimmy, resulta herido, debilitando así a Jimmy. Tanner encuentra y acusa a Jimmy de matar a Lily, pero Jimmy le muestra a Tanner telepáticamente lo que realmente sucedió.
Luc y Lola visitan a El Niño, el líder de su orden, en una iglesia católica que ha sido abandonada por los cristianos y modificada para ser utilizada por el culto satánico. Tanner, Harold y un grupo de hombres se reúnen afuera para enfrentarse a ellos. Mientras El Niño realiza la ceremonia de matrimonio que acercará a Luc al poder que anhela, Jimmy, Tanner, Harold y los otros hombres llegan y disparan a War. El Niño completa la ceremonia cuando Jimmy entra a la iglesia. Luc, ahora anfitrión del propio Lucifer, cuelga telequinéticamente a Jimmy de una cruz, mientras Lola mata a El Niño. Luc y Lola abandonan la iglesia y se dirigen a un cementerio cercano donde deben consumar su ritual antes del amanecer para que Lucifer se manifieste por completo.
Harold, Tanner y los demás liberan a Jimmy, quien les dice que el Cuervo se está muriendo. Para curar al pájaro y restaurar los poderes de Jimmy, Harold realiza la Danza del Cuervo. Debilitado, Jimmy se dirige al cementerio e impide que Luc tenga relaciones sexuales con Lola. Luc y Jimmy se pelean y el Cuervo revivido regresa, restaurando la invulnerabilidad de Jimmy. Sale el sol, deteniendo el ritual de Luc. Jimmy luego mata a Luc empalándolo con una púa de madera y cortándole la garganta. Lola pierde la vista e intenta sin éxito arrepentirse rezando a la Virgen María, pero ya es demasiado tarde; Harold la detiene y la lleva a prisión. Los espíritus de Jimmy y Lily se encuentran en el más allá.

## Elenco
- Edward Furlong es Jimmy Crow/The Crow, un joven que cumplió prisión por matar a un violador. Su apellido, Crow, es el nombre español de "cuervo".
- David Boreanaz es Luc "Death" Crash/Lucifer, un convicto fugitivo que es satanista.
- Tara Reid como Lola Byrne, novia de Luc.
- Marcus Chong hace de War, uno de los secuaces de Luc, un minero psicópata.
- Tito Ortiz interpreta a Famine, uno de los secuaces de Luc, un cocinero "mestizo".
- Yuji Okumoto hace de Pestilence, uno de los secuaces de Luc, un limpiador de residuos peligrosos con una enfermedad terminal.
- Dennis Hopper es El Niño, un predicador satánico que encabeza la orden de la Muerte.
- Emmanuelle Chriqui interpreta a Lily, la novia de Jimmy. Ella y Jimmy son asesinados por Luc y Lola. Después de la resurrección de Jimmy, su amor por Lilly se convierte en la fuente de su fuerza.
- Dave Baez (acreditado como Dave L. Ortiz) interpreta al Sheriff Tanner, el hermano mayor de Lily.
- Danny Trejo hace del Padre Harold, padre de Lily y el Sheriff Tanner. es un predicador y cristiano devoto que al principio se muestra escéptico con respecto a Jimmy.

## Recepción
La película fue muy criticada, y actualmente mantiene una calificación de 0% en Rotten Tomatoes.En Filmaffinity, con 446 votos, tenía una calificación de 3 puntos sobre 10.